# Blender (tidsskrift)
 For alternative betydninger, se Blender. (Se også artikler, som begynder med Blender)
Blender var et dansk tidsskrift om musik og kultur, der udkom fra juni 1998 til 2000.
Magasinet blev udgivet af Advice Media, som bl. a. stod bag Tjeck Magazine, og udkom i begyndelsen fire gange årligt, men udkom fra 1999 hver måned. Chefredaktør var 
Klaus Lynggaard. 
Bladet blev på grund af dårlig økonomi og holdningsmæssige uenigheder med redaktionen lukket af direktør Anders Bruun i 2000, som dengang havde planer om at videreføre det på internettet. Det skete dog aldrig.